# Grojec (województwo śląskie)
Grojec (niem. Grojetz) – wieś sołecka w Polsce położona w województwie śląskim, w powiecie lublinieckim, w gminie Boronów.
Na terenie sołectwa znajduje się zabytkowy budynek, pełniący przed II wojną światową i kilka lat po niej funkcje szkoły, oraz pozostałości po stawach rybnych. Kilkaset metrów za granicami sołectwa znajdują się źródła Liswarty.
Etymologia nazwy sołectwa nie jest ustalona, prawdopodobnie wiąże się ona z położoną w sąsiedniej gminie Woźniki Górą Grojec, choć mogło tu się znajdować także grodzisko.
Do roku 2004 funkcjonowała w pismach urzędowych i w szczególności na mapach nazwa Grójec, mimo iż nazwa lokalna tego typu formy nigdy nie posiadała.